# Blabicentrus angustatus
Blabicentrus angustatus är en skalbaggsart som beskrevs av Bates 1866. Blabicentrus angustatus ingår i släktet Blabicentrus och familjen långhorningar. Inga underarter finns listade.